# Агостињо Нето
Антонио Агостињо Нето (порт. António Agostinho Neto; Катете, 17. септембар 1922 — Москва, 10. септембар 1979) је био први председник Анголе (1975—1979), песник и  народни вођа , оснивач марксистичког Народног покрета за ослобођење Анголе (МПЛА) и један од вођа борбе за независност Анголе.

## Биографија
Нето је рођен у градићу Катете у покрајини Бенго у Анголи 1922. Био је позната личност од четрдесетих година 20. века, кад је постао значајан члан покрета који је тежио враћању традиционалној анголској култури. Упркос свом учешћу у националистичким покретима, студирао је медицину у Лисабону.
Након што је дипломирао медицину, вратио се у Анголу, где је одмах запажен као проблематичан од стране португалских колонијалних власти, због свог противљења колонијализму. Хапшен је због свог деловања, па је побегао у Мароко, и постао важан вођа анголског покрета отпора у егзилу. У неколико наврата му је помагала Комунистичка партија Португалије.

### Борба за независност Анголе
У децембру 1956. дошло је до спајања Анголске комунистичке партије и Партије уједињене борбе Африканаца у Анголи у јединствену партију под називом Народни покрет за ослобођење Анголе (МПЛА) с Нетом као председником и Виријатом да Крузом као генералним секретаром. Нето се убрзо нашао на мети власти у Лисабону (која је тада још увек држала Анголу), тако да је поново ухапшен већ 1960. године. Његови пацијенти и симпатизери одржали су протестну поворку како би спречили хапшење, али су убрзо заустављени од стране португалске војске која је, пуцајући на протестанте, убила 30 и ранила 200 људи. Тај се догађај данас памти као Масакр у Иколо е Бенгу. Нето је првобитно био послан на Зеленортска Острва, али је касније одведен у Лисабон. Након неког времена, због притиска јавности, пуштен је на кућни притвор, али је успео да побегне, сакривши се првобитно у Мароку, а онда у Заиру.
Године 1962. посетио је Вашингтон и тражио помоћ од председника Кенедија, али председникова се администрација окренула и подршку пружила антикомунистичкој ФНЛА коју је предводио Холден Роберто. Године 1965. упознао је Чеа Гевару, а након неколико посета Хавани и Фидела Кастра који му је пружио отворену подршку.

### Председник Анголе
Након што је 1974. године Каранфилском револуцијом у Португалији с власти свргнут Салазаров наследник Марсело Каитано, у Анголи је дошло до профилисања трију струја које су хтеле да преузму власт. Нетов МПЛА је био један од њих. Након 14 година борбе за независност, Ангола је званично проглашена независном 11. новембра 1975. године, а Агостињо Нето постао је њен први председник. Његова влада је успоставила блиске везе са Совјетским Савезом и другим земљама Источног блока. Иако је његова званична политика била марксистичко-лењинистичка, Нетов режим био је пуно ближи социјалистичком, него комунистичком систему. Резултат тога било је репресивно гушење покрета фракциониста 1977. године приликом покушаја државног удара.
Након доласка на власт, Нето је оболео од карцинома. Умро је 10. септембра 1979. године, седам дана пре свог 57. рођендана, током операције у Москви, у Совјетском Савезу, док је трајао Анголски грађански рат између МПЛА владе и Националне уније за потпуну независност Анголе (УНИТА) Жонаса Савимбија. На челу државе га је наследио Жозе Едуардо дос Сантос који је наставио да води МПЛА у грађанском рату.
Дан његовог рођења данас се у Анголи слави као празник, Дан националних хероја. Његово име данас носи универзитет у Луанди. Песник Чинуа Ачебе је у његову част написао поему названу „Агостињо Нето“.